# Экспедиция в Гудзонов залив
Экспедиция в Гудзонов залив (англ. Hudson Bay expedition) — налёт на торговые посты британской компании Гудзонова залива, торгующие пушниной, на берегах Гудзонова залива, совершённый эскадрой французского королевского флота под командованием графа Жан-Франсуа де Лаперуза. Экспедиция отправилась в плавание из Кап-Франсе в 1782 году, и стала частью глобального морского конфликта между Францией и Великобританией, переплетённого с войной за независимость США.
Лаперуз и его эскадра отплыли из Кап-Франсе в мае 1782 года и прибыли в Гудзонов залив в начале августа, действуя по секретному приказу Шарля де Кастри. Форт Принца Уэльского и Йорк-Фэктори, два торговых поста компании Гудзонова залива, сдались французам без боя, хотя часть мехов, хранившихся на Йорк-Фэктори, была забрана торговым судном компании, которое смогло скрыться от французского флота.
Некоторых из взятых в плен британцев посадили на шлюп компании и позволили отплыть обратно в Англию, в то время как других обязали служить на борту французской эскадры. Те, кто служил в эскадре, которая плавала с минимальными запасами продовольствия на зиму, чтобы сохранить секретность, страдали от многочисленных трудностей, включая цингу и другие болезни. Финансы компании Гудзонова залива серьёзно пострадали из-за налёта, который также косвенно привёл к жертвам в народе чипевайан, который сотрудничал с компанией.

## Подготовка к экспедиции
Во время визита во Францию в конце 1780 года Жан-Франсуа де Лаперуз, капитан французского королевского флота, предложил гидрографу и политику Шарлю Пьер Кларе де Флёрьё организовать экспедицию против меховых торговых постов британской компании Гудзонова залива. Государственный секретарь военно-морского флота Шарль де Кастри и король Людовик XVI одобрили этот план, и Кастри издал секретные приказы об экспедиции. План состоял в том, чтобы тайно организовать небольшой флот и как можно быстрее отправиться на север к Гудзонову заливу из Ньюпорта, штат Род-Айленд, или Бостона, штат Массачусетс, самых северных портов Северной Америки, открытых для французских кораблей.
Франция и Испания планировали нападение на британскую колонию Ямайка, но потери, понесённые во время сражения у островов Всех Святых, включая взятие французского адмирала Франсуа Жосеф Поль де Грасса и захват флагманского корабля Ville de Paris, заставили их отменить экспедицию. Лаперуз, по прибытии в Кап-Франсе, выдвинул эту идею преемнику де Грасса, Луи-Филиппу де Риго де Водрёю. Водрёй одобрил план и предоставил Лаперузу три корабля: 74-пушечный линейный корабль Sceptre и фрегаты Astrée (38-пушечный) и Engageante (34-пушечный). Astrée находился под командованием Поля Антуана Флерио де Лангля, а Engageante возглавлял Андре-Шарль Де Ла Жайль.
Подготовка к экспедиции велась тайно и в некоторой спешке, поскольку французы знали о коротком сезоне тепла на крайнем севере. Экипажи кораблей и большинство их офицеров не были проинформированы о пункте назначения кораблей, а Лаперуз, стремясь избежать всяких подозрений, даже не стал готовить одежду для холодной погоды. Водрёй указал пункт назначения флота как Францию с возможными остановками в Ньюпорте или Бостоне, а де Лангле и де ла Жайлю были даны запечатанные приказы не появляться на палубе до достижения широты Новой Шотландии. В экспедицию были отправлены 250 пехотинцев, 40 артиллеристов, 4 полевых орудия и две мортиры. Солдатам сообщили, что они направляются на пополнение французской армии в Ньюпорте. После двухнедельной подготовки 31 мая 1782 года флот отплыл из Кап-Франсе.

## Ход экспедиции
17 июля флот без происшествий достиг острова Резольюшен у Гудзонова пролива и последовал через пролив в Гудзонов залив. Во время плавания в заливе также находился корабль Sea Horse, принадлежащий компании Гудзонова залива, который направлялся в форт Принца Уэльского. Лаперуз приказал одному из фрегатов последовать за ним. Капитан Sea Horse Уильям Кристофер, заметив преследование, скрылся с помощью хитрости. Он отдал приказ свернуть паруса, как будто готовился встать на якорь; это побудило французского капитана, полагавшего, что впереди мелководье, бросить якорь. Как только он это сделал, Кристофер поднял паруса и корабль смог умчаться прежде, чем французский корабль успел поднять якорь.

### Форт Принца Уэльского

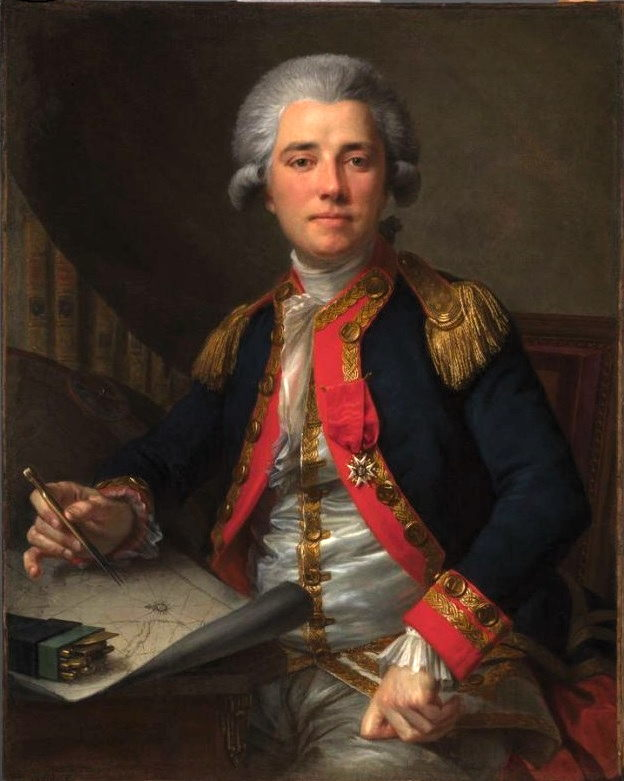
Портрет Жан-Франсуа де Лаперуза за авторством Женевьева Броссар де Больё

8 августа флот прибыл в форт Принца Уэльского, большую, но уязвимую каменную крепость, в которой находились 39 британских торговцев. Глава форта Самюэль Хирн сдал его без боя, когда стала очевидна превосходящая численность французских войск. После пополнения запасов на кораблях и конфискации орудий форта французы приступили к разграблению помещений. По словам Хирна, французы забрали более 7500 бобровых шкур, 4000 шкурок куницы и 17 000 гусиных перьев. Они также потратили два дня, пытаясь сравнять форт с землёй, но смогли разрушить только орудийные установки и повредить верхние валы. Некоторые из взятых в плен британцев были помещены на борт шлюпа компании Severn, который стоял на якоре у форта; другие были взяты на борт французской эскадры, а некоторые были приняты на службу в экипажи кораблей.

### Йорк-Фэктори

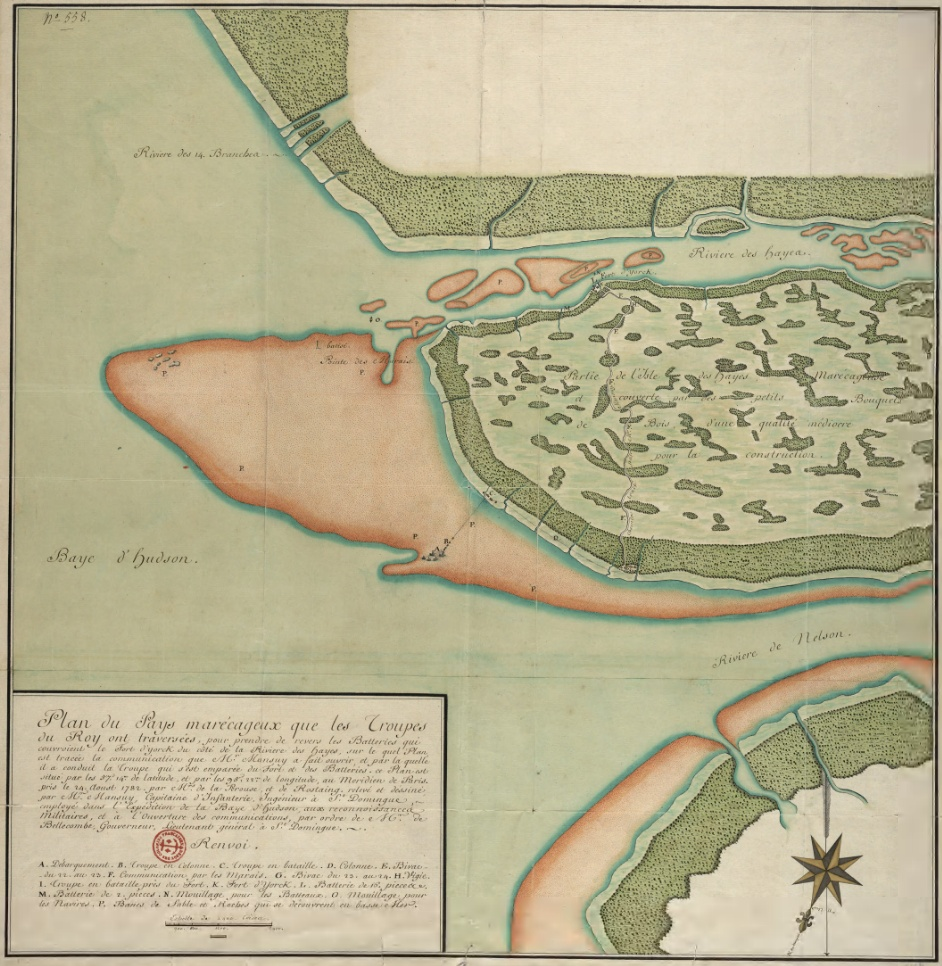
Карта полуострова, где находилась Йорк-Фэктори

Затем Лаперуз собрал бо́льшую часть небольших лодок компании и 11 августа отплыл к Йорк-Фэктори, торговому посту на полуострове между реками Хейс и Нельсон. Согласно отчёту Лаперуза, флот прибыл в этот район 20 августа, проделав путь примерно в 5 лиг (24 километра). Оборонительные сооружения Йорк-Фэктори выходили на реку Хейс, где стоял на якоре корабль компании King George, а быстрое течение реки Хейс сделало бы подход по ней опасным перед лицом потенциально сильного сопротивления.
Флот отплыл в устье реки Нельсон и 21 августа перевёл войска на небольшие лодки компании Гудзонова залива, чтобы подготовить высадку и подойти к форту с тыла. Но было обнаружено, что из-за мелководья даже небольшим лодкам будет трудно приблизиться к суше. Затем капитан Лангле предложил майору Ростену, командующему французскими войсками в экспедиции, пересечь илистые отмели пешком, что войска и сделали. После выхода на сушу им пришлось в течение двух дней пробираться через болота и грязь, чтобы добраться до форта. Тем временем Лаперуз вернулся на флот из-за непогоды, дабы проследить за кораблями. Два фрегата остались без якорей: в условиях качки острые камни перерезали их тросы.
В Йорк-Фэктори находились 60 британских торговцев и 12 коренных американцев. Когда были замечены французские корабли, глава Йорк-Фэктори Хамфри Мартен погрузил торговые товары на корабль King George, чтобы они не попали в руки французов. 24 августа прибыли французы, и Мартен сдал форт. Хотя Лаперуз послал фрегат за King George, когда он отплыл ночью после прибытия французского флота, его капитан Джонатан Фаулер успешно избежал преследования благодаря своему превосходному знанию мелководья залива. Йорк-Фэктори была сожжена дотла, британцы, находившиеся в ней, взяты в плен, товары, которые не взяли на борт флота, уничтожены. Однако припасы для использования коренными американцами сохранены. За это, а также за доброжелательное обращение с британскими пленными, Ростен получил благодарность от Хирна, Людовика XVI и британского правительства.
Лаперуз узнал о капитуляции компании Гудзонова залива только 26 августа, а продолжающаяся плохая погода и трудности с фрегатами привели к тому, что он не смог соединиться с Ростеном до 31 августа. Условия капитуляции включали сдачу форта Северн, ещё одного торгового форпоста компании Гудзонова залива. Было принято решение не идти в Северн из-за окончания летнего сезона и плохого состояния своих кораблей и людей, которые страдали от цинги и других болезней. В процессе погрузки товаров и припасов на флот пять небольших лодок перевернулись, и 15 человек утонули.

## Последующие события

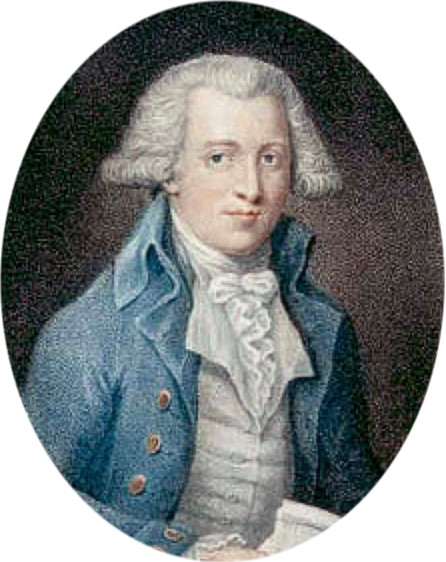
Иллюстрация главы форта принца Уэльского Самюэля Хирна, который был захвачен в плен во время экспедиции

Флот отправился обратно в Атлантику, буксируя Severn до мыса Резольюшен. Там он был отпущен, чтобы вернуться в Англию. Sceptre и Engageante отплыли в Кадис, Испания; Astrée отплыл в Брест, чтобы доставить новость об успехе экспедиции в Париж. К тому времени, когда корабли вернулись в Европу, на Sceptre было только 60 здоровых человек; примерно 70 человек умерли от цинги (изначально на борту находилось почти 500). На Engageante 15 человек погибли от цинги, и почти все были больны. Оба корабля также получили повреждения из-за холодной погоды и столкновения со льдинами. Флерио де Лангле получил временное повышение до капитана по прибытии в Брест в конце октября.
По данным компании, товары, захваченные только в форте Принца Уэльского, стоили более 14 000 фунтов стерлингов, а налёт нанёс такой ущерб финансам компании, что она не выплачивала дивидендов до 1786 года. Когда в 1783 году был подписан Парижский мир, ознаменовавший окончание англо-французской войны 1778-1783 годов и войны за независимость США, французы согласились компенсировать компании её убытки. Налёт также привел к необратимому ущербу торговле. Народ чипевайан, который сотрудничал с компанией Гудзонова залива, серьёзно пострадал как из-за неспособности компании торговать с ним, так и из-за продолжающейся эпидемии оспы в Северной Америке; по оценкам, чипевайан потеряли половину своего населения. Неспособность компании торговать с ними в течение двух сезонов вынудила многих выживших чипевайан развивать торговые отношения с европейскими поселенцами в Монреале, Квебек.
Ни Хирн, ни Мартен не были наказаны компанией; оба вернулись на свои посты в следующем году. Когда французы захватили форт Принца Уэльского, они нашли дневник Самюэля Хирна, который Лаперуз объявил военным трофеем. Дневник содержал отчёты Хирна о его исследованиях северных районов Северной Америки, и Хирн умолял Лаперуза вернуть его. Просьба была удовлетворена при условии, что дневник будет опубликован. Намеревался ли Хирн опубликовать его ранее, неясно, но к 1792 году, году смерти Хирна, он представил её для публикации. Она была опубликована в 1795 году под названием Путешествие от форта Принца Уэльского в Гудзоновом заливе до Северного океана. Лаперуз был вознаграждён Людовиком XVI повышением жалованья на 800 ливров. Экспедиция получила широкое признание в Европе и Северной Америке. Следующим важным заданием для Лаперуза было возглавить исследовательское путешествие в Тихий океан в 1785 году. Флот, проводивший это путешествие, в котором Флерио де Лангле был заместителем командира, в последний раз видели вблизи Австралии весной 1788 года; хотя остатки экспедиции были найдены, его судьба остаётся неизвестной.